# György Kurtág Jr.
György Kurtág Jr. est un compositeur et chercheur en musique électronique et expérimentale d'origine hongroise, basé à Bordeaux. Il est à ce jour[Quand ?] coordinateur art/sciences au SCRIME de Bordeaux. György Kurtág Jr. est le fils de György Kurtág et de Márta Kurtág. 

## Biographie
György Kurtág Jr est né à Budapest, en Hongrie, le 13 octobre 1954. Il est le fils du compositeur György Kurtág et de la pianiste Márta Kurtág. Dans une interview réalisée par France Musique, György raconte quelques anecdotes de son enfance.
Très tôt il se tourne vers la musique et après avoir terminé ses études de composition en Hongrie à l’Académie de musique Franz Liszt, György Kurtag Jr. quitte la Hongrie au début des années 1980 pour la France où il intègre l’équipe du Centre européen de recherche musicale à Metz de 1980 à 1982. Par la suite, il intégrera à l'IRCAM à Paris, où pendant 6 années (1980-1986), il travaillera comme compositeur-chercheur et RIM (réalisateur en informatique musical).

## Projets et évolution
Entre 1980 et 1985, durant la période où György Kurtág Jr. travaille à l’IRCAM en tant que compositeur-chercheur et assistant musical, il œuvre aux côtés de compositeurs comme Mauricio Kagel, Péter Eötvös, Sylvano Bussotti mais aussi de chercheurs en musique informatique, parmi lesquels : Tod Machover (MIT Medialab, Futur Group), David Wessel  (CNMAT Berkeley), George Lewis (The Center for Jazz Studies at Columbia University) Steven  McAdams (McGill’s Schulich School of Music)… Il participe à la tournée de Repons de Pierre Boulez aux États-Unis. Depuis 1983, Gyorgy Kurtág Jr. collabore avec Ferenc Grünwalsky, compose la musique de plusieurs longs-métrages, dont « Variations Goldberg » qui obtient le prix des critiques de cinéma de la meilleurs composition musicale en 1993. En 1996, avec le Quatuor Lugosi, il recompose la bande son de Plan 9 from outer space de Ed Wood, présentée sous forme de cinéma-spectacle à Paris dans le cadre d'une commande du festival "la muse en circuit" .
En tant que coordinateur Art/sciences au sein du SCRIME à Bordeaux, ses recherches englobent aussi bien l’analyse et la captation des gestes de l’instrumentiste que la création d’instruments nouveaux. En 1986 il collabore avec la société allemande Shadow pour la réalisation d’un prototype de module de synthèse pour une interface guitare-midi.
Attiré par les arts plastiques et l’image, György Kurtág Jr. reçoit des commandes musicales du Centre Georges Pompidou, du Musée du Louvre, Musée de Grenoble, ainsi que de la part d’artistes plasticiens, vidéastes, chorégraphes.
Avec Daniel Kientzy (saxophone) et Frank Royan Le Mee (voix), il fonde Comité des fêtes, groupe qui innove à la fin des années 1980 en puisant son inspiration dans l’éclectisme des musiques actuelles et anciennes, la dimension théâtrale et l'improvisation.[réf. nécessaire]
En 1995 il écrit une pièce pour deux méta-instruments octophoniques: Cyclone.
Depuis 1999 il est impliqué dans la composition collaborative et divers projets évolutifs. Il compose entre autres un quatuor à cordes « électronique hybride » , Zwiegespräch, en collaboration avec Gyorgy Kurtag Senior, sur plus de huit ans, qui est programmé par le festival de Lucerne (2000), le festival de musique contemporaine de Huddersfield avec le quatuor Arditti (2001) et repris par le quatuor Keller au Wiener Festwochen (2002). Il continue de travailler étroitement aux côtés de ses parents. Ils se produisent d'ailleurs, lors d'un concert collaboratif, en famille, au Carnegie Hall en février 1999, qui fait l'objet d'un article dans The New York Times. 
En solo, le « The Continuator Project  » a été programmé par le la 24e Hestejada de Las Arts d’Uzeste Musical (2001), le festival Sons d’Hiver (Paris) et les festivals de Wien et de Budapest (2002).
Avec son trio de rock progressif “Sc.Art (Science et Art)”  il remporte the Fonogram – Hungarian Music Award 2010 for  contemporary classical album of the year. Cet Album récompensé, “The Well-Tempered Universe” , est un concert multimédia construit à partir d'enregistrements de sons cosmiques réalisés par la NASA et l’université de l’Iowa. 
György Kurtág Jr poursuit actuellement ses recherches et ses travaux de composition depuis la région bordelaise. En tant que coordinateur Art/sciences au sein du SCRIME, ses recherches englobent aussi bien l’analyse et la captation des gestes de l’instrumentiste que la création d’instruments nouveaux. Il se produit lors d’un concert au musée Guggenheim de New York le 21 juillet 2016 dans le cadre du festival Modernity X Hungary.

## Discographie
| Année          | Noms                                               | Rôle/Instrument                     | Divers                                 |
| -------------- | -------------------------------------------------- | ----------------------------------- | -------------------------------------- |
| 1984           | Daniel Kientzy                                     | Composer                            |                                        |
| 1990           | Comité des Fêtes                                   | Composer, synth, mixing supervisor  |                                        |
| 1990           | Hexameron                                          | Synths                              |                                        |
| 1990           | Zeitlauf                                           | Synth Buchla 300                    |                                        |
| 1992           | Opération BLOW UP                                  | Composer & Synths                   |                                        |
| 1993           | Made in Nigeria                                    | Synths, producer, mixing supervisor |                                        |
| 1993           | Embrasement (Étude aux sons cannelés)              | Synths                              |                                        |
| 199?           | Athina                                             | Synths                              |                                        |
| 1996           | Noise D'fense                                      | Synths                              |                                        |
| 1996           | FIRST STEP                                         | Composer & Synths                   |                                        |
| 1997           | Live Computer Music                                | Composer                            |                                        |
| 1997           | La Muse? J'écoute                                  | Composer                            |                                        |
| 2002           | LUX NOX                                            | Synths                              |                                        |
| 2002           | Playtime                                           | Composer & Synths                   |                                        |
| 2003           | Voyage en Cojmédie                                 | Synths                              |                                        |
| 2005           | PRESENCE                                           | Synths                              |                                        |
| 2005           | Hommage à Kurtàg                                   | Electric Guitar                     |                                        |
| 2005           | DoubleFaze                                         | Composer                            |                                        |
| 2007-2009      | Kurtág 80                                          | Composer & Artistic Director        | finaliste du MIDEM CLASSIC AWARDS 2009 |
| 2008           | KFT - A bàbu visszavàg                             | Synths                              |                                        |
| 2009           | Variation Diabelli                                 | Mixing producer                     |                                        |
| 2009           | Diagnosis                                          | Synths                              |                                        |
| 2009           | Kurtagonals                                        | Composer                            |                                        |
| 2009           | Sc.Art: The Well-Tempered Universe                 | Composer, synths, mixing supervisor | FONOGRAM AWARD 2010                    |
| 2009           | Tradsociety TULPA                                  | Synths                              |                                        |
| 2010           | Ligeti et Kurtág at Carnegie Hall                  | Mixing supervisor                   |                                        |
| 2010           | Walk on Water - Koala Fusion feat György Kurtág jr | Synths                              |                                        |
| En préparation | Barre Phillips & György Kurtág jr duo              |                                     |                                        |
| En préparation | Zwiegesprach – Dialogue of synths & orchestra      |                                     |                                        |
| En préparation | ONE                                                |                                     |                                        |
| En préparation | FLUXUS                                             |                                     |                                        |

## Vidéos
| Année | Nom                             |
| ----- | ------------------------------- |
| 2009  | Hangsimogato Hunnia Records     |
| 2011  | Les Complémentaires in Budapest |
| 2016  | Portré Barre Phillips           |